# Zdenko Miletić
Zdenko Miletić (Sarajevo, 23 aprile 1968) è un allenatore di calcio ed ex calciatore croato, di ruolo portiere, preparatore dei portieri dell'Augusta.

## Palmarès

### Club

#### Competizioni nazionali
- Campionato tedesco di seconda divisione: 1

Arminia Bielefeld: 1998-1999
- Fußball-Regionalliga: 1

Augusta: 2005-2006